# Sept haï-kaïs
Sept haï-kaïs (en francés: [sɛt aikai], [a] "Seven haikais ") es un ciclo de canciones de mélodie del compositor francés Maurice Delage para soprano y música de cámara de flauta, oboe, clarinete, piano y cuarteto de cuerdas. Delage compuso la obra en 1924, basada en poemas japoneses clásicos tanka y haiku que tradujo al francés.
La obra fue interpretada por primera vez el 16 de febrero de 1925 por la mezzo-soprano Jane Bathori en un concierto dirigido por Darius Milhaud en la Société musicale indépendante (SMI). El SMI fue una sociedad de conciertos fundada en 1909 por Maurice Ravel y otros amigos de Delage para liberarse de las restricciones del programa musical de la Société Nationale de Musique (SNM).
Sept haï-kaïs es más corta y más compleja que la de Delage Quatre poèmes hindous, (1914), y el menos conocido que Stravinsky Trois poésies de la lyrique Japonesa, (1913), cuyas letras también fueron traducidas por Delage. Sept haï-kaïs une la música de Japón y la música francesa moderna , y se considera la obra maestra de la época madura de Delage.

## Antecedentes

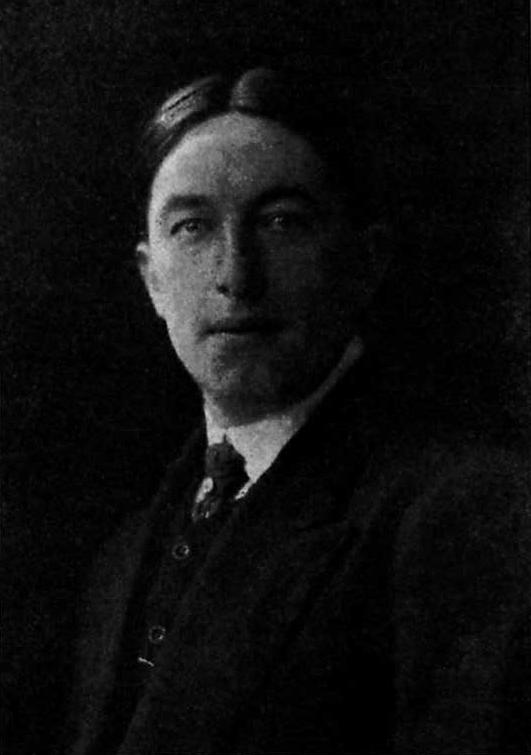
Fotografía en blanco y negro de Maurice Delage, 1912.

Como muchos artistas occidentales a principios del siglo XX, Maurice Delage (1879–1961) mostró un gusto pronunciado por las artes de Japón (japonismo). El joven compositor, que contaba con la ayuda financiera de su padre, emprendió un viaje a India y Japón a fines de 1911, donde permaneció durante 1912. No relató casi ninguno de sus recuerdos de la época, excepto el más cercano, los amigos. En su biografía de Delage, Philippe Rodríguez lamenta que el compositor «nunca dijo ni escribió nada sobre su viaje en Japón; al menos, no queda nada».
Entre los amigos más favorecidos de Delage, el compositor ruso Igor Stravinsky no tardó en mostrar el mismo entusiasmo por la cultura japonesa, dejando de lado la composición de La consagración de la primavera (1913) para separar a las Trois poésies de la lyrique japonaise de la música, que Delage había traducido para él. Stravinsky dedicó el primer poema, "Akahito", a Delage, y Delage dedicó el último de sus Quatre poèmes hindous, "Jeypur", a Stravinsky.
El interés en la música clásica japonesa (gagaku) llevó a Delage a organizar un concierto cuando, en 1925, el virtuoso shamisen Sakichi Kineya IV visitó París. Jirohachi Satsuma, un rico mecenas de las artes, recordó: «Ravel y Delage pensaron organizar una fiesta de bienvenida en honor a Sakichi y su esposa, en la casa del pianista Henri Gil-Marchex. Sakichi tocó, vestido con un abrigo rojo, ante una pantalla dorada. Ravel y Delage fueron cautivados por este concierto».

## Contorno
Las siete melodías forman una secuencia. En un concierto en Ginebra en abril de 1929, Delage se encargó de especificar: «el autor solicita que no se interrumpan estas siete piezas cortas; la secuencia tonal es intencional».La ejecución tiene una duración de un poco más de cinco minutos.

### Poemas
Haï-kaï es una traducción francesa de la palabra japonesa haikai ( com 諧 , «cómico, poco ortodoxo»), que se refiere a un género de poesía japonesa generalmente teñida de humor. Evolucionó en el siglo XVI a partir de tanka, una forma poética de 31 sílabas en cinco líneas en un esquema de 5-7-5-7-7 sílabas. La tanka apareció en la Corte Imperial a fines del período Nara a finales del siglo VIII, y disfrutó de una edad de oro durante el período Heian (794–1185). La forma haiku que había aparecido en el siglo XVII también se deriva de la tanka, reducida a 17 sílabas: 5-7-5.
Gaston Renondeau notó que la forma haikai «disfrutó de una moda sin paralelo de finales del siglo XV». [e] La producción de haikai ha continuado en los tiempos modernos. El carácter «ligero» de la obra no excluye la profundidad; según Rodríguez, «el número limitado de palabras condensa la energía del poema, una verdadera visión animista de la naturaleza», y, por lo tanto, «las primeras líneas». están cargadas con un simbolismo adecuado para llamar la atención de Delage, y constituyen el primero de los Sept haï-kaïs.

### Títulos y dedicatorias

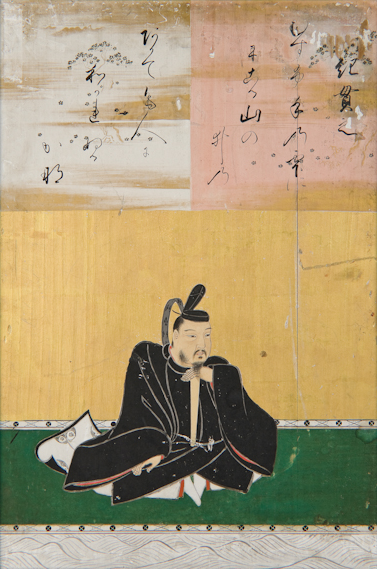
El noble japonés poeta Ki no Tsurayuki, autor del primer prefacio delKokin Wakashū, retrato de Kanō Tannyū.

1. – Préface du Kokinshū(Prefacio de Kokinshū) (tanka de Ki no Tsurayuki), dedicado a Mme. Louis Laloy;
2. – « Les herbes de l’oubli… » (Las hierbas del olvido), dedicado a Andrée Vaurabourg (futura esposa de Arthur Honegger);
3. – « Le coq… » (El gallo), dedicado a Jane Bathori (creadora de la obra);
4. – « La petite tortue… » (La pequeña tortuga), dedicado a Mme Fernand Dreyfus (la madre de Roland-Manuel);
5. – « La lune d’automne… » (La una de otoño), dédié à Suzanne Roland-Manuel (esposa de Roland-Manuel);
6. – « Alors… » (Entonces), dedicado a Denise Jobert (la hija del editor);
7. – « L’été… » (El verano), dedicado a Georgette Garban.

### Traducciones

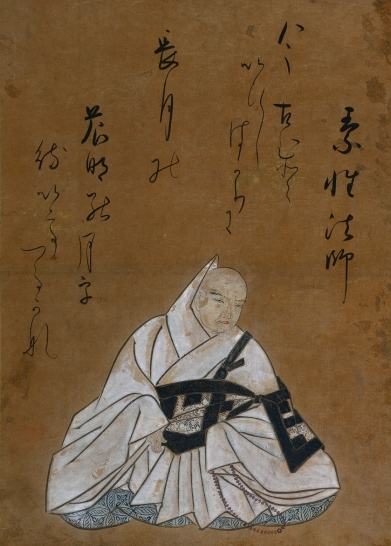
El monje Sosei, autor del segundo haikai—retrato imaginario por Shōkadō Shōjō, Cleveland Museum of Art.

Delage había aprendido el idioma japonés en preparación para su viaje a Japón en 1912. Obtuvo un dominio suficiente de las sutilezas del lenguaje poético para traducir los poemas que puso a la música, como lo había hecho con Trois poésies de la lyrique japonaise de Stravinsky en 1913. Escogió poemas para Sept haï-kaïs de Kokin Wakashū y otras antologías de poesía, pero se olvidó de especificar a sus autores.
Las traducciones de Delage, inspiradas en las del japonólogo Paul-Louis Couchoud, también fueron muy personales, según el musicólogo Michaël Andrieu. Por ejemplo, en Anthologie de la poésie japonaise classique publicado por Gaston Renondeau ofrece la siguiente traducción del segundo haikai, por Sosei ( c. 844–910):
Je me demandais

ce qui pourrait servir de graine

à l'«herbe d'oubli» ?

Et voici que c'était le cœur

d'une personne cruelle.

La expresión «herbe d'oubli» es una traducción palabra por palabra de la palabra japonesa wasure-gusa ( れ れ ,), [19] la diurna Hemerocallis fulva. [20] Los chinos creyeron que causaba que la gente olvidara su infelicidad. [21] Los poetas japoneses clásicos utilizaron fácilmente tales significados dobles. [22]

Las melodías son muy cortas; en la edición para piano, cada una ocupa dos páginas, excepto la primera, para la cual el preámbulo instrumental ocupa una página completa. La cuarto mélodie, «La pequeña tortuga ...», tiene únicamente diecisiete medidas: el número de sílabas en un haiku japonés. Alexis Roland-Manuel comentó sobre esta melodía : «No dejes que tu modestia te haga olvidar una cierta fábula de La Fontaine . Te apresuras lentamente, quizás, pero ninguno de tus pasos se desperdicia. ¡Cuántas liebres te envidian!»
La armonía se pincha con disonancias finas y expresivas.
Para la tercera melodía , «El gallo...», los instrumentos «picotean» la melodía con apoyaturas en un espíritu similar al de las Histoires naturelles de Maurice Ravel (1906). Según Andrieu, «la composición de Maurice Delage es simple y refinada; el compositor se mantiene siempre atento al equilibrio del timbre para crear una atmósfera».

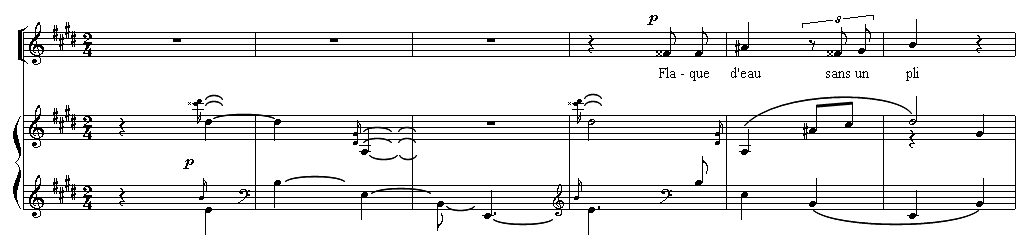
Las medidas de obertura de "Le coq ..."

Las piezas muestran contrastes en sonoridad y ritmo: el Préface - "vif" y "quasi una cadenza " - se juntan en un andantino asumiendo un rico adorno que evoca la sostenida «voz de los ruiseñores en las flores». "Les herbes de l'oubli ..." sigue el curso de una larga frase. El tempo de "Le coq" es moderato, con un poco más de animación hacia el final. "La petite tortue ..." procede naturalmente a un ritmo lento. "La lune d'automne ..." se levanta sobre una onda agitato. "Alors ..." vuelve al larghetto de la segunda melodía, y  "L'été ..." se desarrolla con calma. El final es libremente lento, tenue. e morendo, con la libertad de dejar que los instrumentos resuenen lo más profundamente posible. Rodríguez comparó la sucesión de poemas con etapas en un «verdadero viaje interior».
Comparando las dos versiones de la obra, para voz y piano o conjunto instrumental, el musicólogo Marius Flothuis, consideró que «la versión orquestal sin duda respeta más la idea del compositor». La versión de piano es más difícil de ejecutar, por ejemplo el «Préface» en particular:

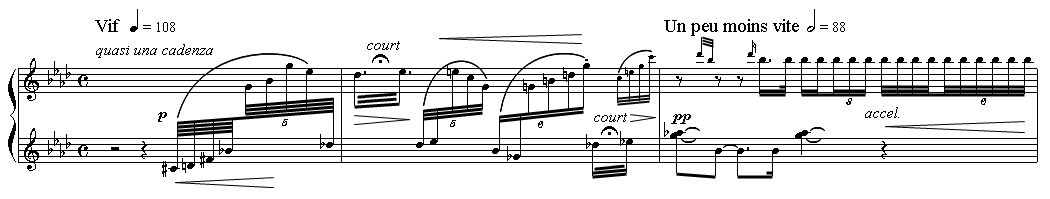
Obertura de medidas del Préface.

Una modulación característica , citada en Delage's In morte di un samouraï de 1950, llamó la atención de Flothuis. Al comienzo de "L'été ..." los dos primeros acordes tienen una doble relación falsa (de C ♭ a B ♭, y G ♭ a G ♮) seguidos de un cuarto insistente en el bajo, que Flothuis interpreta como «un punto de pedal doble (B ♭ + E ♭)». Esto evoca el golpe distante de la campana de la iglesia y se escucha doce veces en únicamente nueve compases, siempre fuera de ritmo de la melodía:

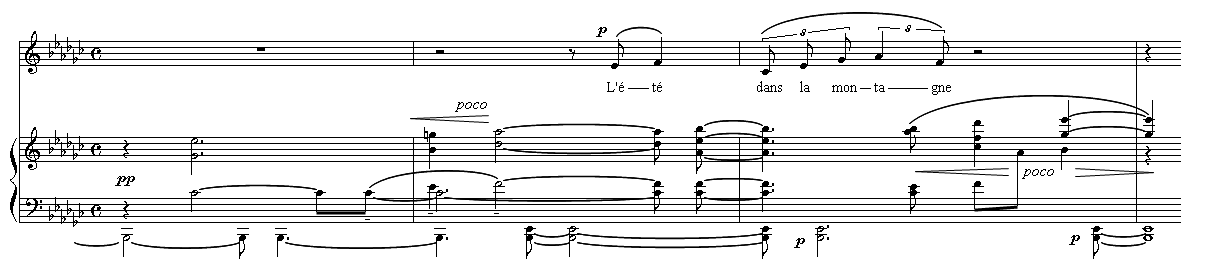
Obertura de medidas en "L'été ..."

Se publicaron dos versiones de Sept haï-kaïs, que a menudo se realizan en concierto: la primera en 1924 para voz y conjunto, y la segunda en 1926 para voz y piano. El compositor hizo que Tsuguharu Foujita produjera una ilustración para la portada de esta versión de la partitura.
El acompañamiento musical es muy refinado. Jean-Paul Bartoli consideró la instrumentación «enrarecida e inusual». Excepto por las técnicas en serie, todas las cualidades de la obra esencialmente melódica se encuentran en las de Anton Webern, un compositor del que Delage no conocía.
La escritura es más exigente que Quatre poèmes hindous (1912), en la misma medida en que Ravel en Chansons madécasses (1926) fue más lejos que su Trois poèmes de Mallarmé (1913). Las cuatro obras son rigurosamente modernas y, según Bartoli, «estas miniaturas cortas y finas, quizás inspiradas en el ciclo de Stravinsky, sin duda estimularon a Ravel a componer sus Chansons madécasses».
La siguiente tabla refleja esta tendencia común hacia una instrumentación más ligera:

| Obras de Maurice Delage      | Obras de Maurice Delage | Obras de Maurice Ravel               | Obras de Maurice Ravel |
| Quatre poèmes hindous        | Sept haï-kaïs           | Trois poèmes de Mallarmé             | Chansons madécasses    |
| ---------------------------- | ----------------------- | ------------------------------------ | ---------------------- |
| flauta                       | flauta                  | flauta                               | flauta                 |
| piccolo                      |                         | 2ª flauta (también piccolo)          |                        |
| oboe tomando el corno inglés | oboe                    |                                      |                        |
| clarinete                    | clarinete               | clarinete                            |                        |
| bajo clarinet                |                         | 2º clarinete (también bajo carinete) |                        |
| arpa                         | piano                   | piano                                | piano                  |
| 1.er violín                  | 1st violín              | 1st violín                           |                        |
| 2nd violín                   | 2º violín               | 2º violín                            |                        |
| viola                        | viola                   | viola                                |                        |
| violonchelo                  | violonchelo             | violonchelo                          | violonchelo            |

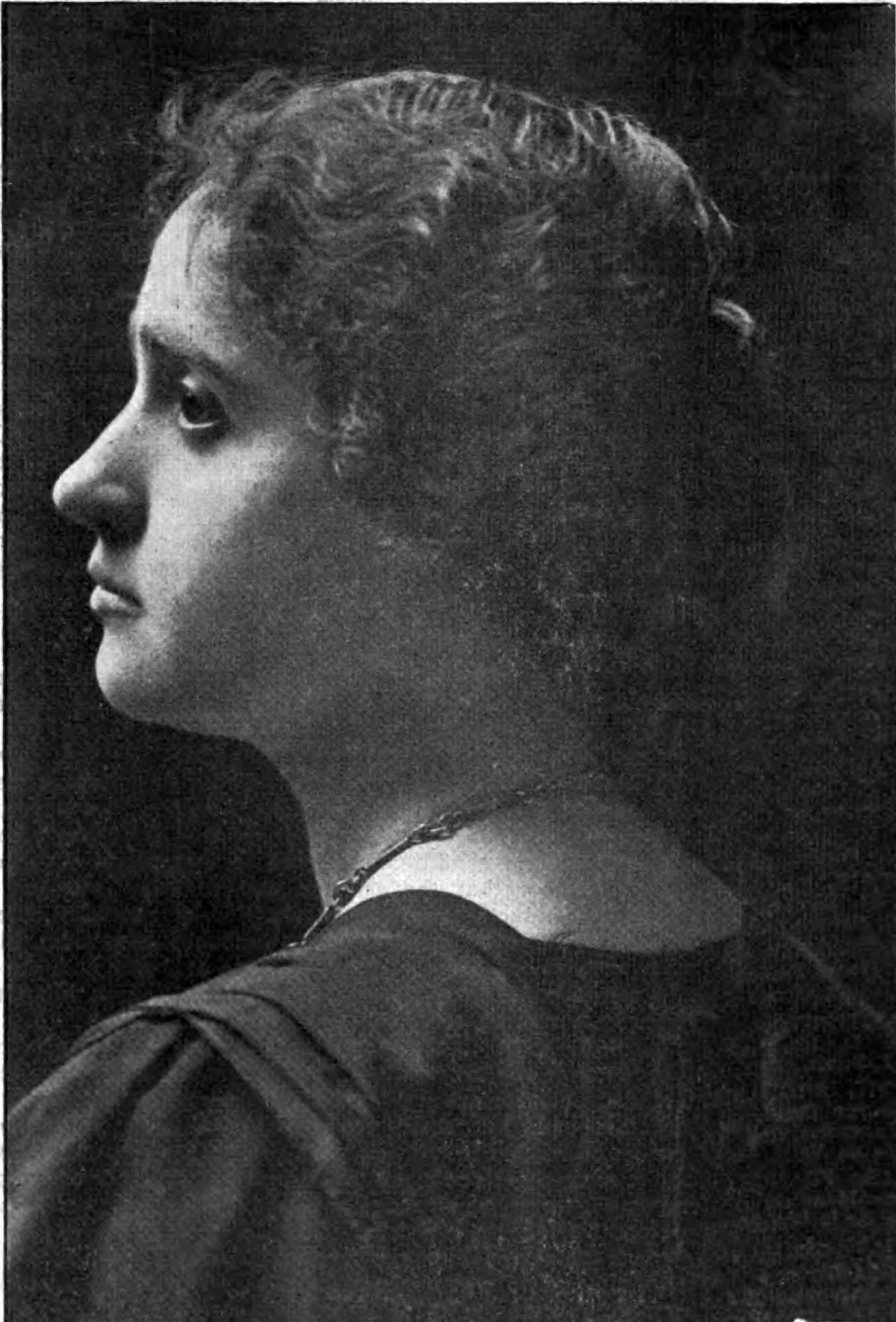
Jane Bathori cantó el estreno de Sept haï-kaïs en 1925. (foto de 1912).

El estreno tuvo lugar el 16 de febrero de 1925 en un concierto de la Société musicale indépendante (SMI) en la Salle Érard de París. Las melodías fueron realizadas por Jane Bathori y dirigidas por Darius Milhaud. Delage había logrado que Bathori accediera a realizarlo a fines del año anterior. En una carta a ella con fecha del 27 de septiembre de 1924, escribió: «Mi editor tuvo que enviarle mis siete pequeñas cosas con la esperanza de que pudieran interesarle ... Son un poco b.ásicas para su gran virtuosismo, pero eso podría tentarla hacer algo bueno con ellos».
A pesar de la tibia recepción en su estreno, los Sept haï-kaïs se realizaron en concierto varias veces con un éxito creciente. [33] En abril de 1929, los organizadores del 7º festival de la Sociedad Internacional de Música Contemporánea presentaron el trabajo en Ginebra, realizado por Madeleine Gray y dirigido por Ernest Ansermet. Después del concierto, Aloys Mooser elogió a Sept haï-kaïs como «cincelado con un arte sutil y refinado. En pocas líneas, estas pequeñas piezas crean una atmósfera singularmente expresiva».
Más de dos décadas después de la muerte de su compositor en 1961, Sept haï-kaïs tuvo su primera actuación en Japón el 20 de julio de 1985 en el Salón Sōgetsu durante el Festival de Verano de Tokio, junto con obras de Ravel, Stravinski y Shostakóvich.

Los Sept haï-kaïs tuvieron un éxito limitado: los críticos de música fueron en su mayoría sorprendidos por la brevedad de las mélodies. Gustave Samazeuilh  mencionó «las muy breves pero muy musicales canciones japonesas». En un artículo para Le Ménestrel, Paul Bertrand resumió el sentimiento del público en general, al ver en el ciclo vocal «una sucesión de bocetos, a menudo encantadores pero muy breves, tan breves que ninguna impresión de ellos tenía el tiempo de afirmarse».
Entre los primeros críticos a los que se les pidió evaluar el trabajo, Alexis Roland-Manuel mostró una mayor comprensión. Reconoció que el esfuerzo atento que se requería del oyente era una cosa pequeña a la luz de los méritos de la partitura: «Se sabe que el artesano japonés es el más ávaro de su talento en el mundo. No rompe el silencio, excepto a largos intervalos. y nos habla pocas palabras cada vez. Pero cada una de estas palabras está llena de significado, pero de cada una de sus sílabas las puertas del sueño se abren para nosotros».
Para sus amigos, era una prueba de que el compositor de Quatre poèmes hindous se había dedicado a la poesía más concisa posible. Los críticos de música también informaron en cierta medida sobre esta tendencia hacia un mayor refinamiento. Desde 1923, Paul Bertrand criticó severamente las melodías de Delage: «M. Delage muestra una discreción ligeramente excesiva ... Si, obsesionado por el espíritu de Wagner, demasiados compositores han tendido a imponer obras pretenciosas de manera indigesta en sus oyentes, muchos otros en la actualidad, reducen su música demasiado voluntariamente a la concepción de una pequeña imagen, e incluso de una pequeña baratija de repisa».
En una actuación en 1957 dirigida por Tony Aubin, el musicógrafo René Dumesnil comentó: «la economía de los medios no avergüenza a Delage más que a la escala, y cualquiera que sea el número de artistas, tiene la misma seguridad. Nada innecesario, pero la mejor manera de traducir el pensamiento, el sentimiento o la impresión sutil es crear en la mente del oyente el eco de una idea que la música por sí sola es capaz de despertar, cuando está escrita por un mago como él»
En 1959, con motivo del 80 cumpleaños de Delage, Paul Le Flem declamó «la perfección artística que siempre cede ante el placer apolíneo de la música: la música y la poesía, lo que no es para sorprendernos. Lo que desconcierta a algunos, lo que parece sumamente injusto. Para mí, es la conspiración de silencio que lentamente se mueve en torno a este músico que sabe el valor del silencio, la sombra, la soledad».
Alexis Roland-Manuel, en el primer artículo dedicado a Delage, definió «la situación singular» del compositor de Sept haï-kaïs, según Rodríguez, «con una rara clarividencia»  - «Cuando uno penetra en en la intimidad de la obra, uno se sorprende por la abundancia de riquezas contenidas en una caja estrecha. Uno descubre la sutileza ingeniosa de un artesano que suaviza el material rebelde y disciplina las formas a la manera de un escultor del marfil japonés».
Rodríguez ubica a Sept haï-kaïs entre las obras más avanzadas de su era: En el momento en que Falla escribió su asceta El retablo de maese Pedro, cuando Schönberg firmó su Opus Five Piano Pieces 23, cuando Rousell también se dirigió hacia Oriente con Padmâvatî. Los haï-kaïs encajan en este universo como siete estrellas brillantes en un cielo amatista, y «brotan de las profundidades del ser, como una necesidad interior».
Para el musicólogo Jean Gallois, quien fue uno de los primeros en redescubrir al compositor, los Sept haï-kaïs son «indiscutiblemente, una obra maestra: estas pocas páginas siguen siendo una de las más célebres músicas», y Delage se ha convertido en «el músico de los haikais». Andrieu moderó este juicio, diciendo que el compositor «a menudo no recibe reconocimiento excepto por una élite».

- Maurice Delage, Sept haï-kaïs, éditions Jobert, Paris (1924, para toda la versión)
- Maurice Delage, Sept haï-kaïs, éditions Jobert, Paris (1926, para piano y versión vocal)

- Sept haï-kaïs (1995) Darynn Zimmer (soprano), Solisti New York, dirigido por Ramson Wilson, CD New Albion Records NA 078
- Sept haï-kaïs (1995) Felicity Lott (soprano), Kammer Ensemble de Paris dirigida por Armin Jordan, Aria Music 592300
- Maurice Delage: Les Mélodies (1998) Sandrine Piau (soprano), Jean-Paul Fouchécourt (tenor), Jean-François Gardeil (barítono), Billy Eidi (piano), CD Timpani 1C1045
- Maurice Delage: Musique de chambre (1998) Lucienne van Deyck (mezzo-soprano), conjunto instrumental dirigido por Robert Groslot, CD Cyprès CYP2621

1. 
2. 
3. 
4. 
5. 
6. 
7. 
8. 
9. 
10. 
11. 
12. 
13. 
14. 
15. 
16. 
17. 
18. 
19. 

1. 
2. 
3. 
4. 
5. 
6. 
7. 
8. 
9. 
10. 
11. 
12. 
13. 
14. 
15. 
16. 
17. 
18. 
19. 
20. 
21. 
22. 
23. 
24. 
25. 
26. 
27. 
28. 
29. 
30. 
31. 
32. 
33. 
34. 

- Agostini, Bertrand (2001). «The Development of French Haiku in the First Half of the 20th Century: Historical Perspectives». Modern Haiku 32 (2). Consultado el 26 de mayo de 2016.
- Andrieu, Michaël (1011). Réinvestir la musique: Autour de la reprise musicale et de ses effets au cinéma (en francés). éditions L'Harmattan. ISBN 978-2-296-45203-9.
- Bartoli, Jean-Pierre (2012). Dictionnaire des orientalistes de langue française (en francés). éditions Karthala. ISBN 978-2-811-10790-1.
- Bertrand, Paul (1923). «Compte rendu du concert de la SMI». Le Ménestrel (en francés).
- Bertrand, Paul (1925). «Compte rendu du concert de la SMI». Le Ménestrel (en francés).
- Cranston, Edwin A. (1998). The Gem-Glistening Cup. Stanford University Press. ISBN 978-0-8047-3157-7.
- Cranston, Edwin A. (2006). A Waka Anthology: Grasses of remembrance. Stanford University Press. ISBN 978-0-8047-4825-4.
- Coyaud, Maurice (197). Fourmis sans ombre, le livre du haïku (en francés). Éditions Phébus. ISBN 978-2-859-40586-1.
- Dumesnil, René (13 de febrero de 1951). «Compte rendu du concert du 1er février 1951». Le Monde (en francés).
- Dumesnil, René (1957). «Compte rendu du concert de l'Orchestre Radio Symphonique». Le Monde (en francés).
- Fanfare staff (1995). «Critique de l'enregistrement réalisé par Felicity Lott (soprano) et le Kammerensemble de Paris dirigé par Armin Jordan». Fanfare.
- Flothuis, Marius (1996). "Exprimer l'inexprimable": Essai sur la mélodie française depuis Duparc (en francés). Rodopi BV. ISBN 90-420-0087-2.
- Gill, Robin D. (2006). Cherry Blossom Epiphany: The Poetry and Philosophy of a Flowering Tree. [Paraverse Press. ISBN 978-0-9742618-6-7.
- Hare, Thomas Blenman (1996). Zeami's Style: The Noh Plays of Zeami Motokiyo. Stanford University Press. ISBN 978-0-8047-2677-1.
- La Revue musicale staff (1926). «Sept haï-kaïs par Maurice Delage». La Revue musicale] (en francés) 6.
- Le Flem, Paul (28 de noviembre de 1959). «Compte rendu du concert du 18 novembre 1959». La Croix (en francés).
- Mooser, Aloys (15 de mayo de 1929). «Compte rendu du concert de Genève». Musique (en francés).
- Renondeau, Gaston (1978). Anthologie de la poésie japonaise classique. Poésie (en francés). éditions Gallimard. ISBN 2-07-032177-0.
- Rodriguez, Philippe (2001).  Papillon, ed. Maurice Delage: La soledad del artesano (en francés). Genève. ISBN 2-940310-08-4.
- Roland-Manuel, Alexis (1925). «M. Delage». Revue Pleyel (en francés).
- Roland-Manuel, Alexis (23 de marzo de 1925). «Compte rendu du concert de la SMI». L'Éclair (en francés).
- Samazeuilh, Gustave (15 de marzo de 1925). «Compte rendu du concert de la SMI». La Revue mondiale (en francés).
- Seton, Grace Thompson (31 de diciembre de 1922). «Two Japanese Experiments in Stone and Brains». The New York Times (en inglés). p. 64.